# Nogometni Klub Interblock Ljubljana
El Nogometni Klub Interblock Ljubljana és un club eslovè de futbol de la ciutat de Ljubljana.

## Història
Evolució del nom:
- 1975: NK Ježica
- 1992: NK Factor Ježica
- 2007: NK Interblock Ljubljana

## Palmarès
- Copa eslovena de futbol (2):
  - 2008, 2009